# Amsterdamse tweeasser-trams
De Amsterdamse tweeassers zijn een tramtype uit de periode 1900-1930. De Amsterdamse tram heeft vanaf de invoering van de eerste elektrische trams in 1900 tot 1930 voor zijn tramdienst tweeassers laten bouwen. Daarna werden er in 1939 nog twaalf tweedehands trams uit Utrecht (bouwjaar 1927) aangeschaft. De laatste tweeassers in Amsterdam gingen in 1968 buiten dienst.

## Elektrischemotorwagens

### De eerste motorwagens - proefserie

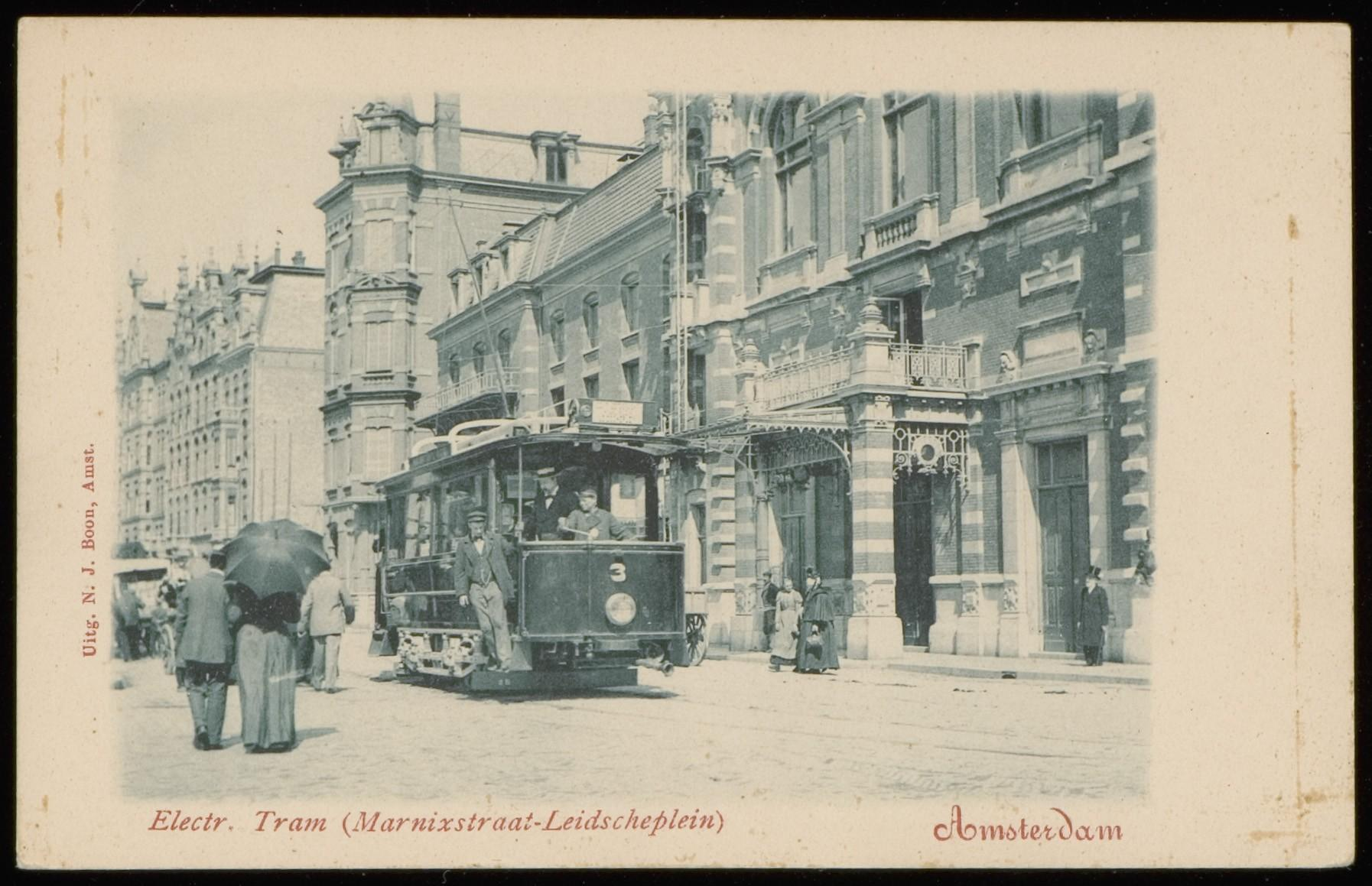
Motorwagen 3 (serie 1-10), nog met trolleystang, in de Marnixstraat bij de Stadsschouwburg, kort na het begin van de elektrische tram in Amsterdam; 1900.

Bij de opening van de eerste elektrische tramlijn in 1900 (de latere lijn 10), kwamen de eerste tweeassige elektrische motorwagens met open balkons (die al gauw van glaspuien werden voorzien) en twee grote zijramen in dienst. De motorwagens 1-12 werden in 1900 gebouwd door Werkspoor te Amsterdam en waren voorzien van elektrische installaties van verschillende leveranciers. De ook in 1900 door Weyer gebouwde motorwagens van Amerikaans model (nummers 13 en 14) waren van een geheel afwijkend model met zes kleine zijramen en bezaten rood pluche banken wat hen de bijnaam "vlooienwagens" opleverde. Ook waren ze trager dan de andere wagens en werden dan ook wel "opa" en "opoe" genoemd. Beide wagens verdwenen in 1924 al uit de personendienst. Deze veertien oudste elektrische trams waren aanvankelijk voorzien van een trolleystang, doch vanwege de vele beweegbare bruggen in Amsterdam was dit niet erg praktisch, in 1902 kregen de trams de sleepbeugel, waarin vanaf 1903 een beugelcijfer werd meegevoerd, zodat ook op grotere afstand het lijnnummer zichtbaar was. Deze eerste trams deden dienst tot 1931 en werden in 1935-37 afgevoerd of tot werkwagens verbouwd.

### Eerste generatie

#### Unions

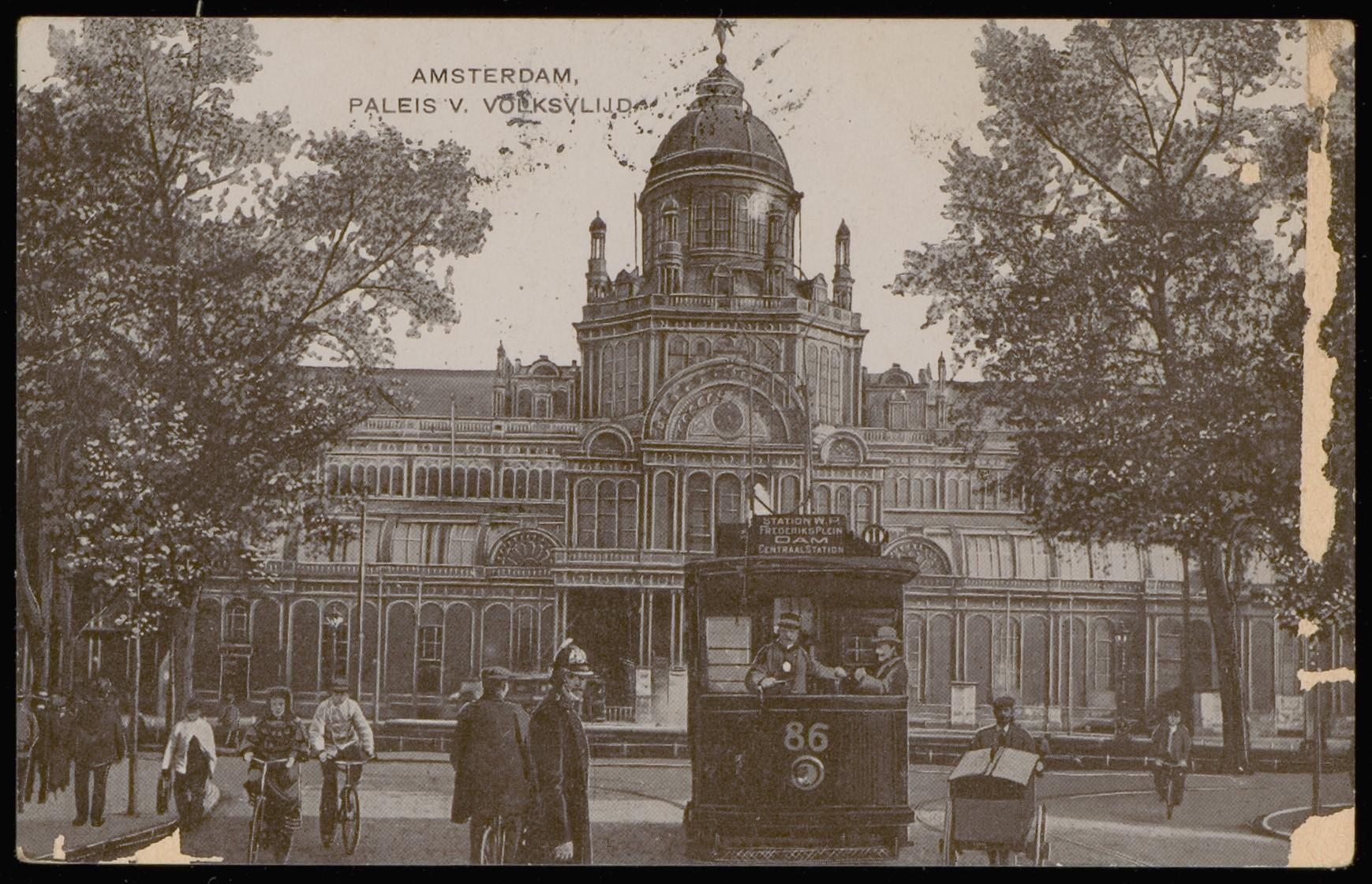
Union 86 ca. 1915 Frederiksplein

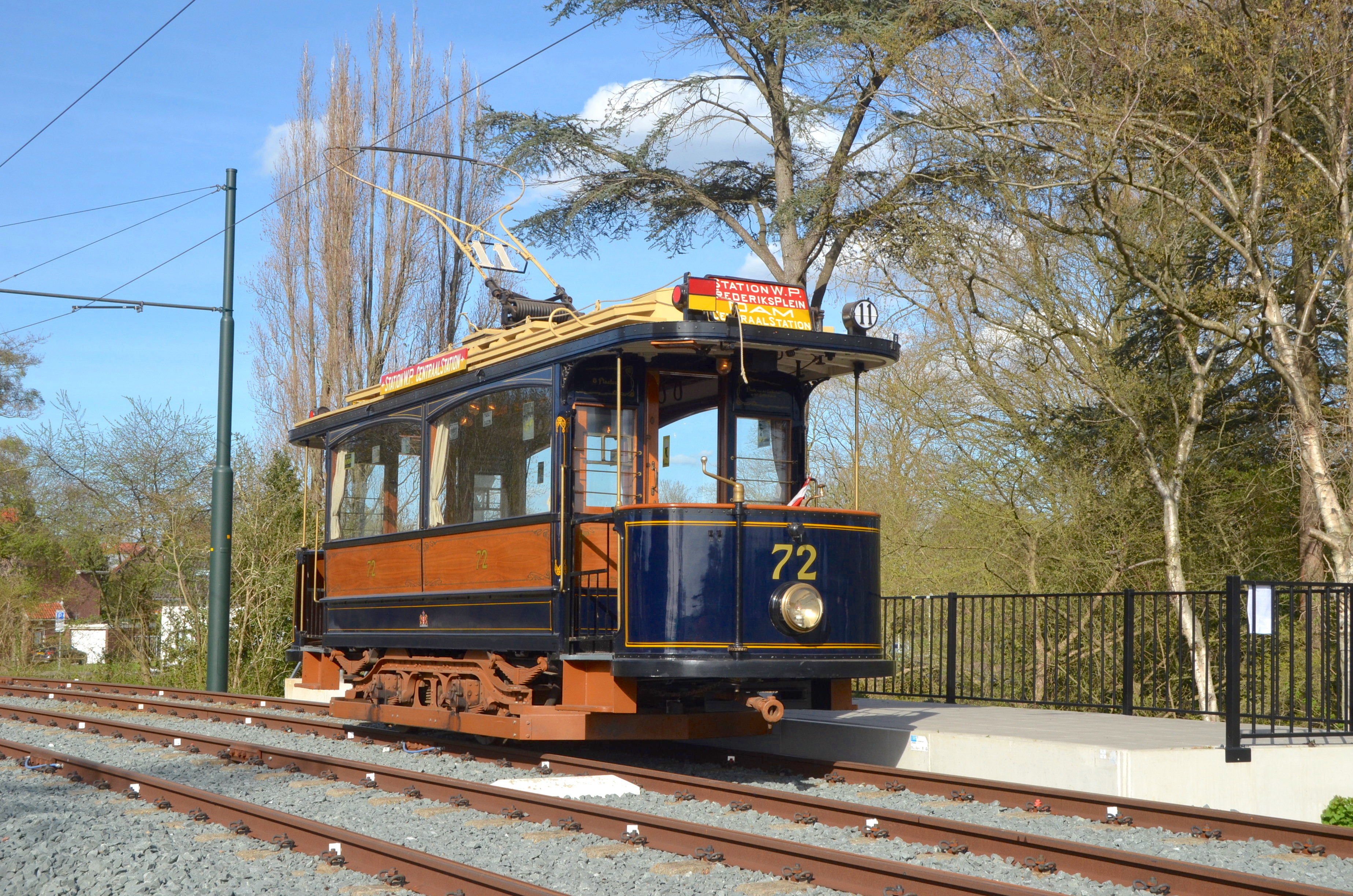
Motorwagen GTA 72 terugverbouwd in de afleveringstoestand met open balcons op de Electrische Museumtramlijn Amsterdam; 2022.

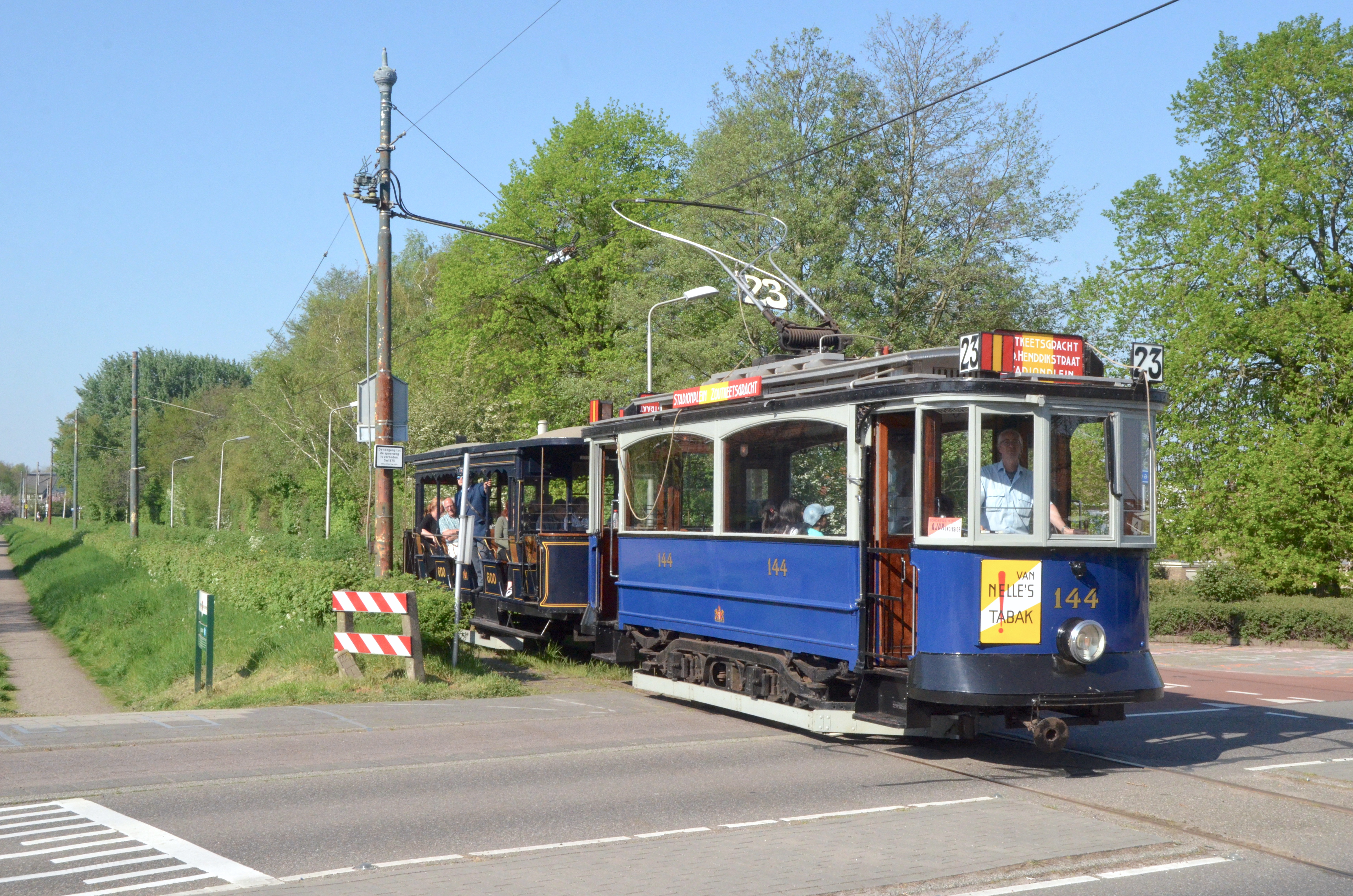
Motorwagen GTA 144 in verbouwde toestand met dichte balcons zoals deze reed tot 1950; 2019.

Tussen 1902 en 1905 werd een serie van 215 grotendeels gelijke motorwagens met twee grote zijramen, met de nummers 15-229, gebouwd door Raab (Hongarije), Werkspoor (Amsterdam) en Van der Zypen (Keulen).
Zij hadden een elektrische installatie van de Union Elektrizitäts Gesellschaft te Berlijn (UEG; die later opging in de AEG). Daarom werden deze trams de Unions genoemd. Ze hadden 2 gebogen ramen en aan beide zijde een langsbank met in totaal 20 zitplaatsen. De open balkons werden tussen 1907 en 1910 aan de voor en achterkant van glaspuien voorzien. Drie decennia lang waren zij beeldbepalend voor de Amsterdamse tram en reden op alle toenmalige tramlijnen.
In 1932 werden de 161 en 162 omgebouwd tot een tweelingstel van het type "2 kamers met bad". Ze kregen hierbij 4 zijruiten en dwarsbankjes. In 1934 volgden ook de 177 en 178. Men kon hierdoor een conducteur uitsparen en dus bezuinigen. Het werd echter geen succes en verdere ombouw vond niet meer plaats.
Tussen 1931 en 1950 werden de Unions buiten dienst gesteld, als laatste eenmanwagen 150 op 31 december 1950 op de laatste rit van lijn 18. De wagens werden afgevoerd tussen 1937 en 1958 (de laatste werkwagen in 1962).

#### Glijers
De eerste uitbreiding van nieuw materieel volgde in 1908: zes motorwagens van Werkspoor van een vergelijkbaar model, maar dan met drie zijramen. Als gevolg van hun slechte remeigenschappen stonden zij bekend als 'Glijers'. Deze motorwagens 230-235 werden in 1941 en 1947 buiten dienst gesteld, resp. tot werkwagens verbouwd (afgevoerd in 1950).

### Tweede generatie

#### Grootbordessers

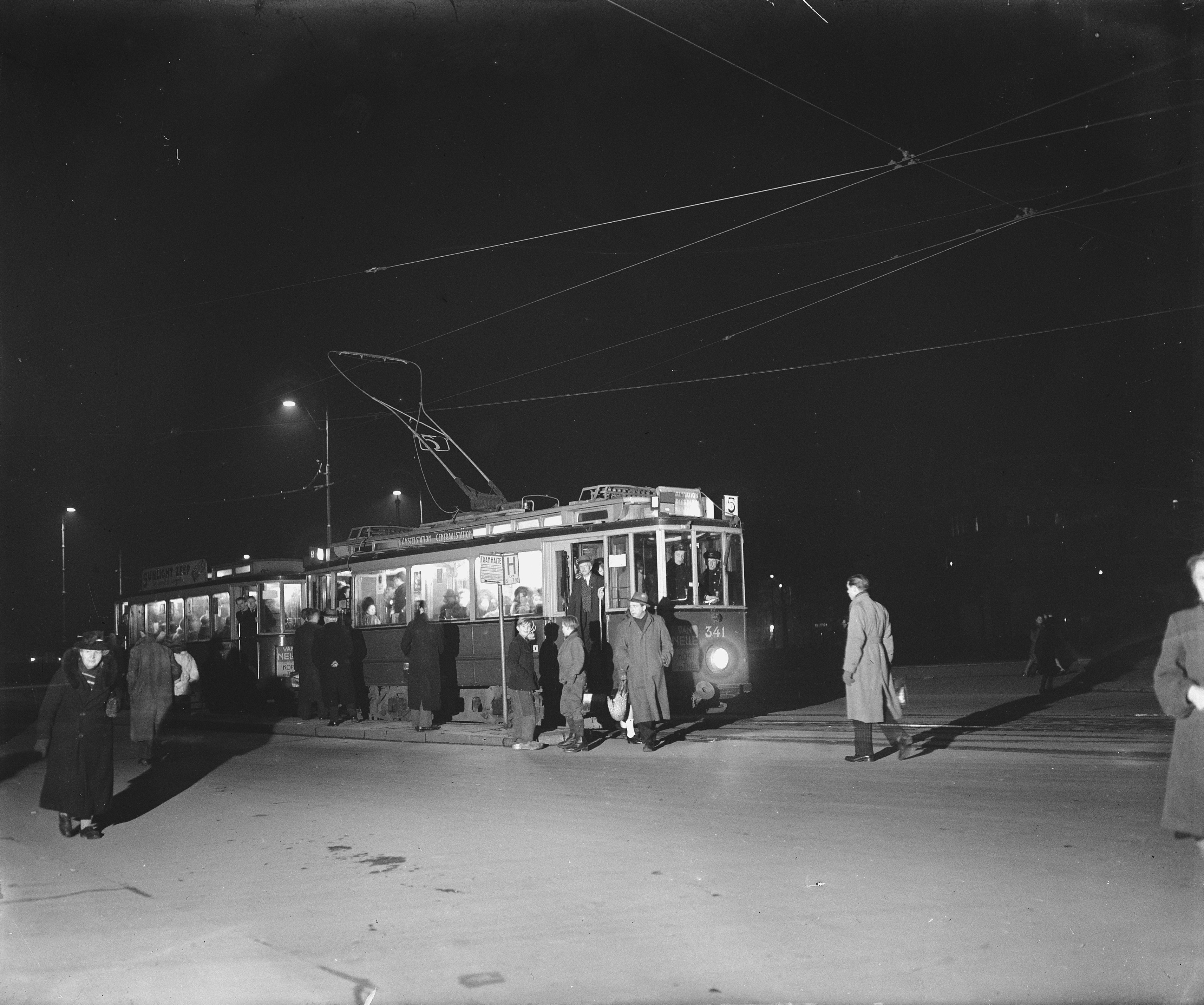
Grootbordeswagen 341 in 1946 bij avond

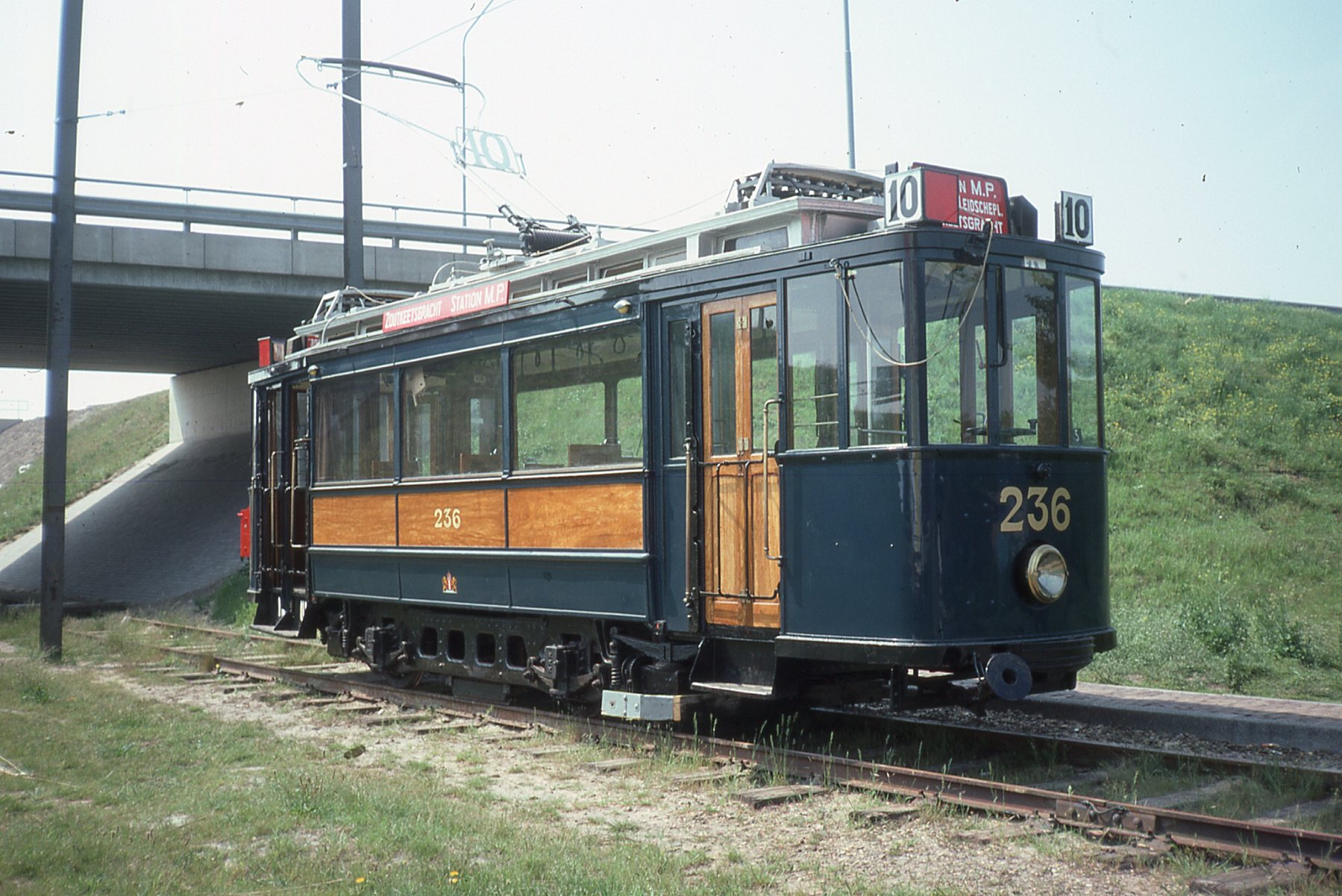
Motorwagen GTA 236 in donkerblauwe uitvoering op de Electrische Museumtramlijn; 1976.

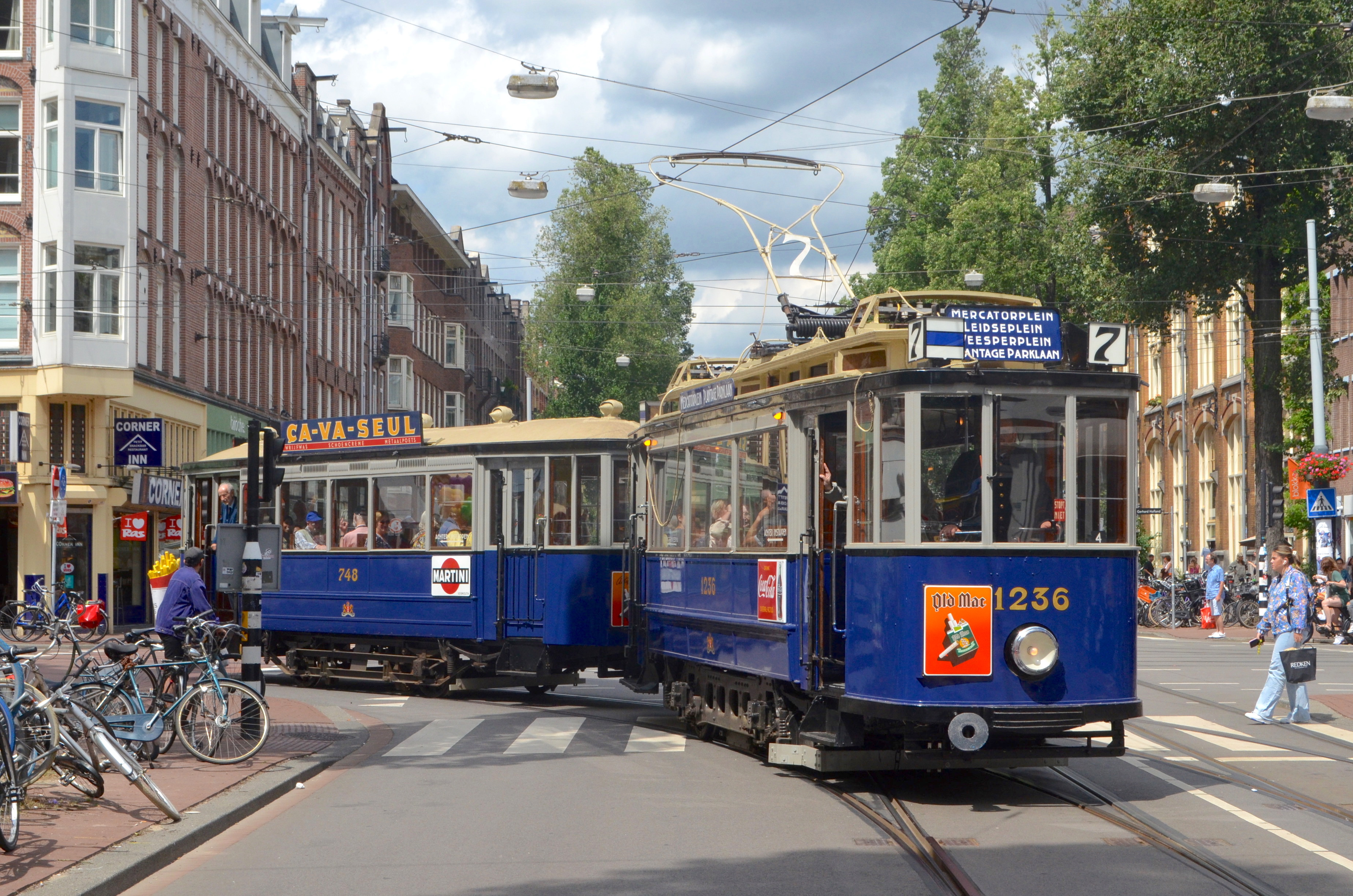
Motorwagen GVB 1236 in verbouwde toestand zoals deze reed tot 1960 als museumtram onderweg; 2023.

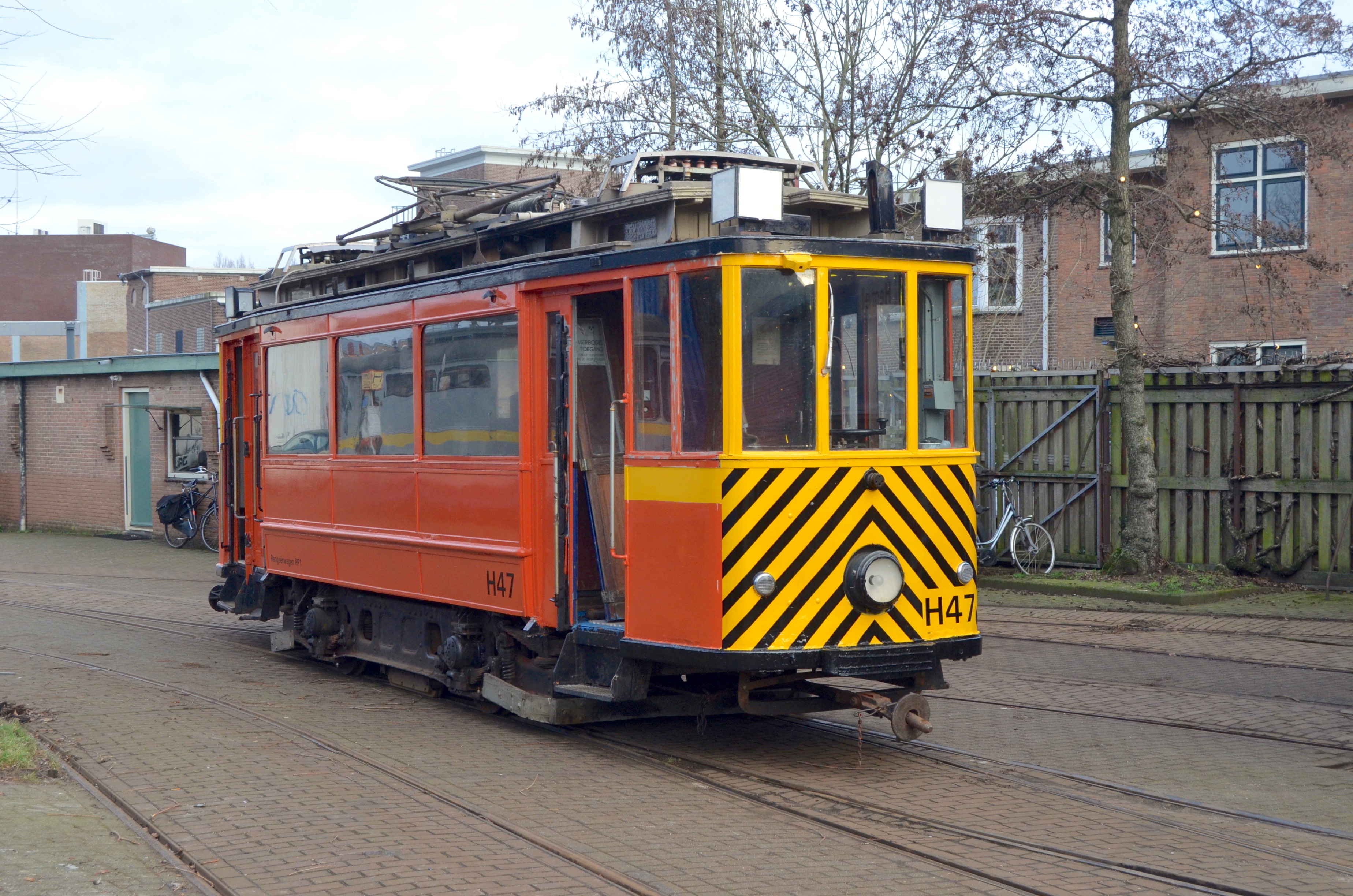
Motorwagen GVB H47 (ex-330) verbouwd tot dieselelektrische rangeerwagen; 2023.

Vanaf 1913 kwam een grote serie motorwagens in dienst die de 'tweede generatie' motorwagens van de Amsterdamse tram vormden. Ten opzichte van de 'eerste generatie' hadden zij grotere balkons met dubbele deuren, en werden daarom Grootbordessers genoemd. Zij hadden drie zijramen en werden alle gebouwd door Werkspoor. De eerste serie, de 236-300 uit 1913, had een elektrische installatie van AEG te Berlijn (waarin Union inmiddels was opgegaan). Na de levering van de 356-390, ook met een installatie van AEG, stonden zij vanwege hun lagere nummers ook wel bekend als 'lage AEG-ers'.
In 1918-1919 kwam een vervolgserie van nog eens 70 stuks, de 321-390, waarvan de eerste 35 een installatie van Siemens-Schuckert hadden en de tweede 35 weer een van AEG. Vanwege de aanwezigheid van een eerdere serie AEG-wagens werden deze wagens door hun hogere nummers ook wel 'hoge AEG-ers' genoemd. Tegelijkertijd werd een serie bijpassende bijwagens geleverd, de serie 701-880 (zie verderop). Ook de Grootbordessers waren vier decennia lang beeldbepalend voor de Amsterdamse tram en reden op bijna alle tramlijnen. In 1956 werden op de valreep de nog aanwezige 25 tot eenrichting motorwagen verbouwde 236...298 vernummerd in 1236...1298 in verband met doublures met nieuwe bussen.
Tussen 1947 en 1960 werden zij buiten dienst gesteld en afgevoerd. 18 motorwagens werden tot werkwagens verbouwd (17 pekelwagens en 1 rangeerwagen).

#### Stoeltjeswagens

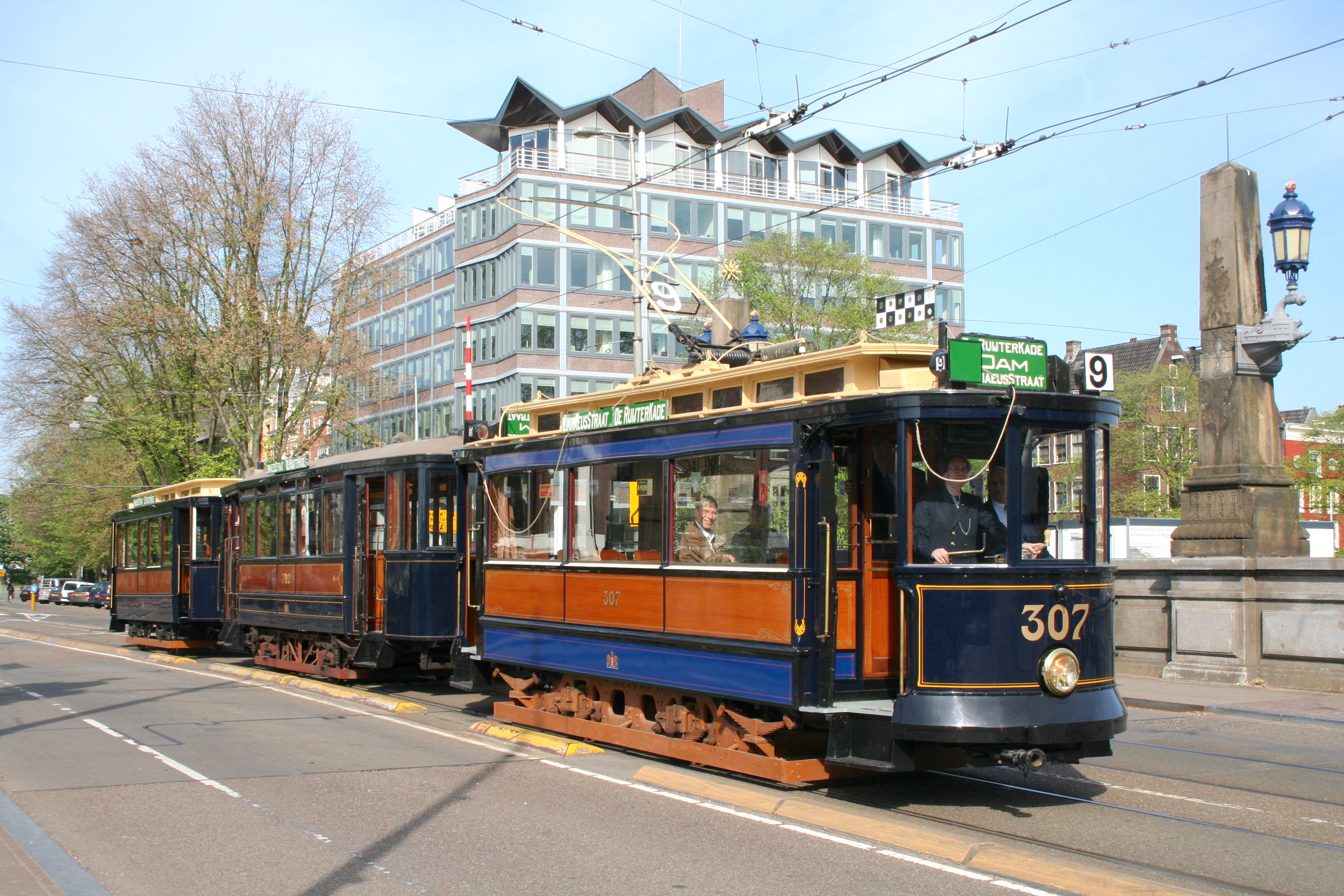
Motorwagen GTA 307 terugverbouwd naar de toestand van circa 1914, als museumtram in 2009.

Een in 1910 door Werkspoor gebouwde serie bijwagens werd in 1914 tot motorwagens verbouwd en vormde zo de serie 301-320. Omdat zij in afwijking tot de overige trams, die langsbanken hadden, over omklapbare dwarsbanken beschikten, werden zij Stoeltjeswagens genoemd. Zij deden dienst tot 1950 en werden afgevoerd tot 1956.

#### Eenmanwagens
In 1922 werd een geheel afwijkende serie van vijf motorwagens geleverd door de Duitse fabriek Linke-Hofmann, met een elektrische installatie van Bergmann. Deze wagens, met de nummers 391-395, waren de eerste eenmanwagens in Amsterdam en speciaal bestemd voor kringlijn 22 om het Centraal Station, die dat jaar was ingesteld. In navolging van deze trams werden nog tientallen Unions verbouwd tot eenmanwagens. Vanaf de jaren dertig reden de Bergmann-wagens op lijn 18 naar Sloterdijk, tot de opheffing in 1951. De 393 werd nog als proef verbouwd tot eenrichtingwagen met gemoderniseerd front. In 1954 werd de gehele serie afgevoerd.

### Derde generatie

#### Blauwe wagens

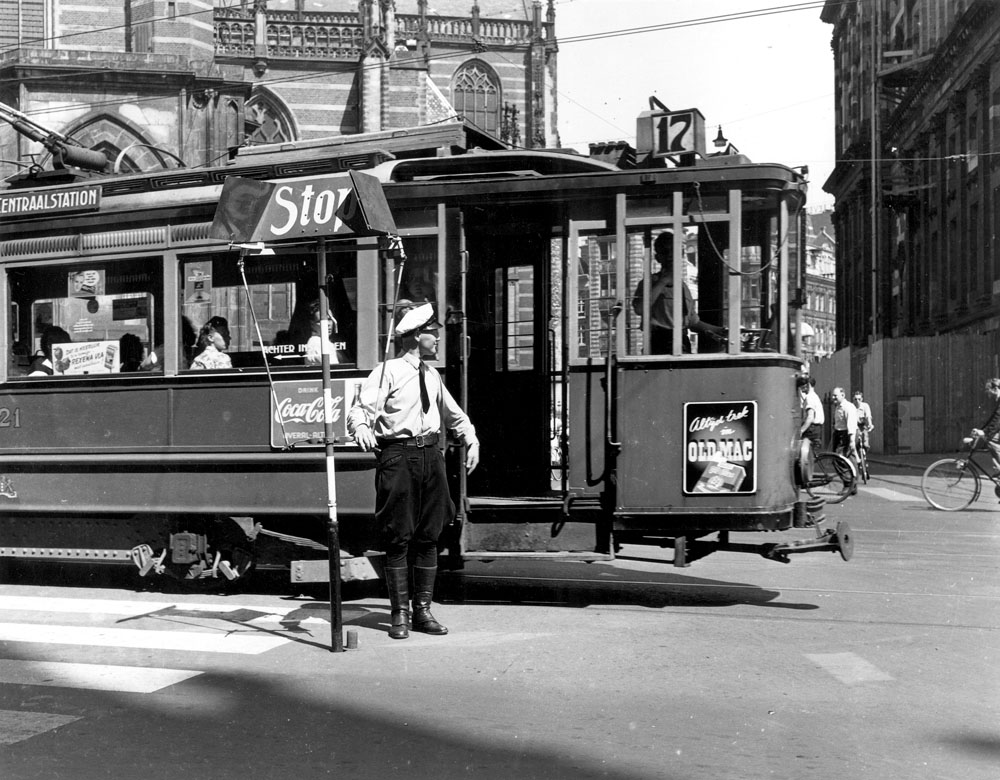
Blauwe wagen 421 in 1952

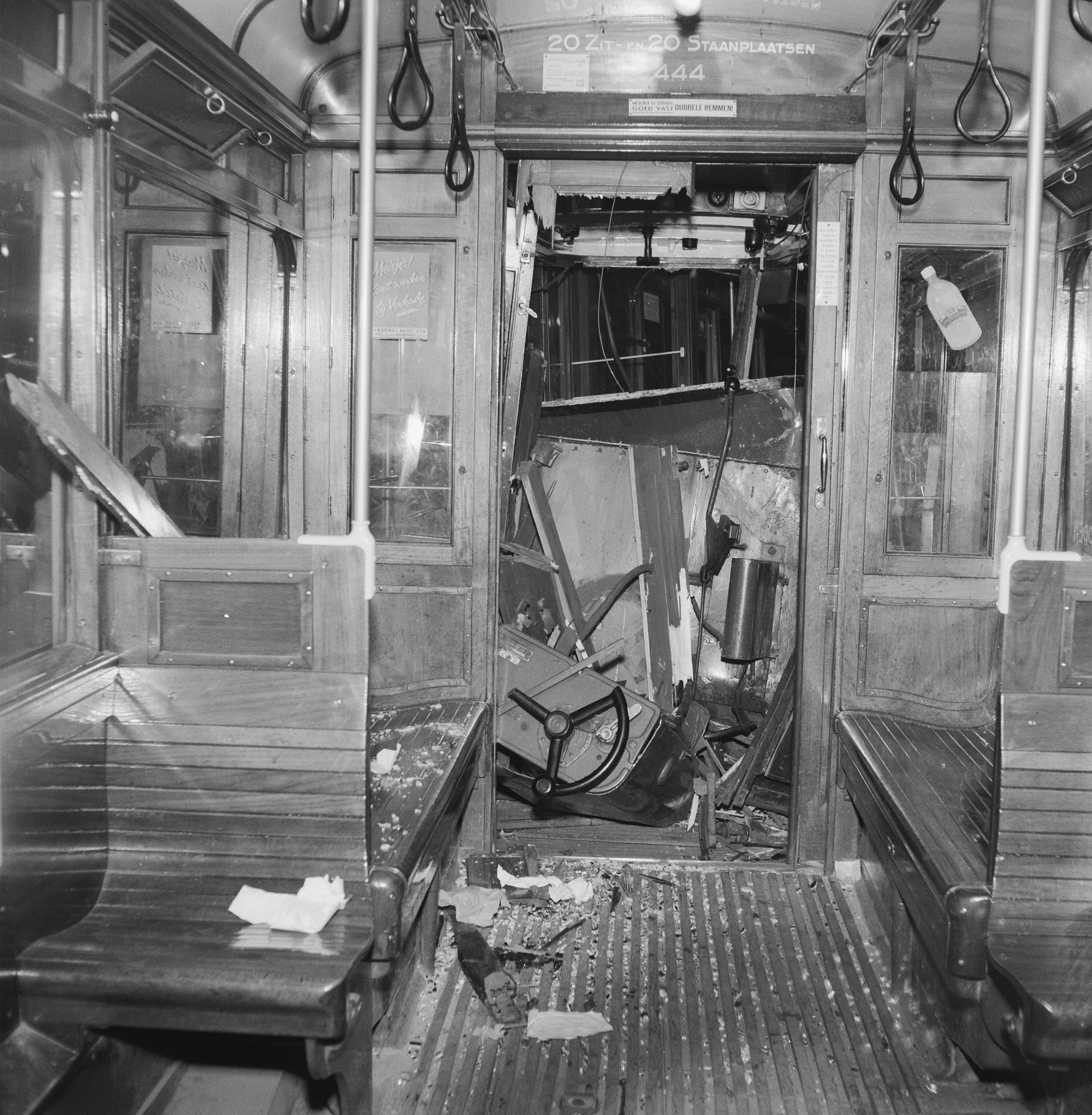
Interieur motorwagen 444 na zware botsing in 1960

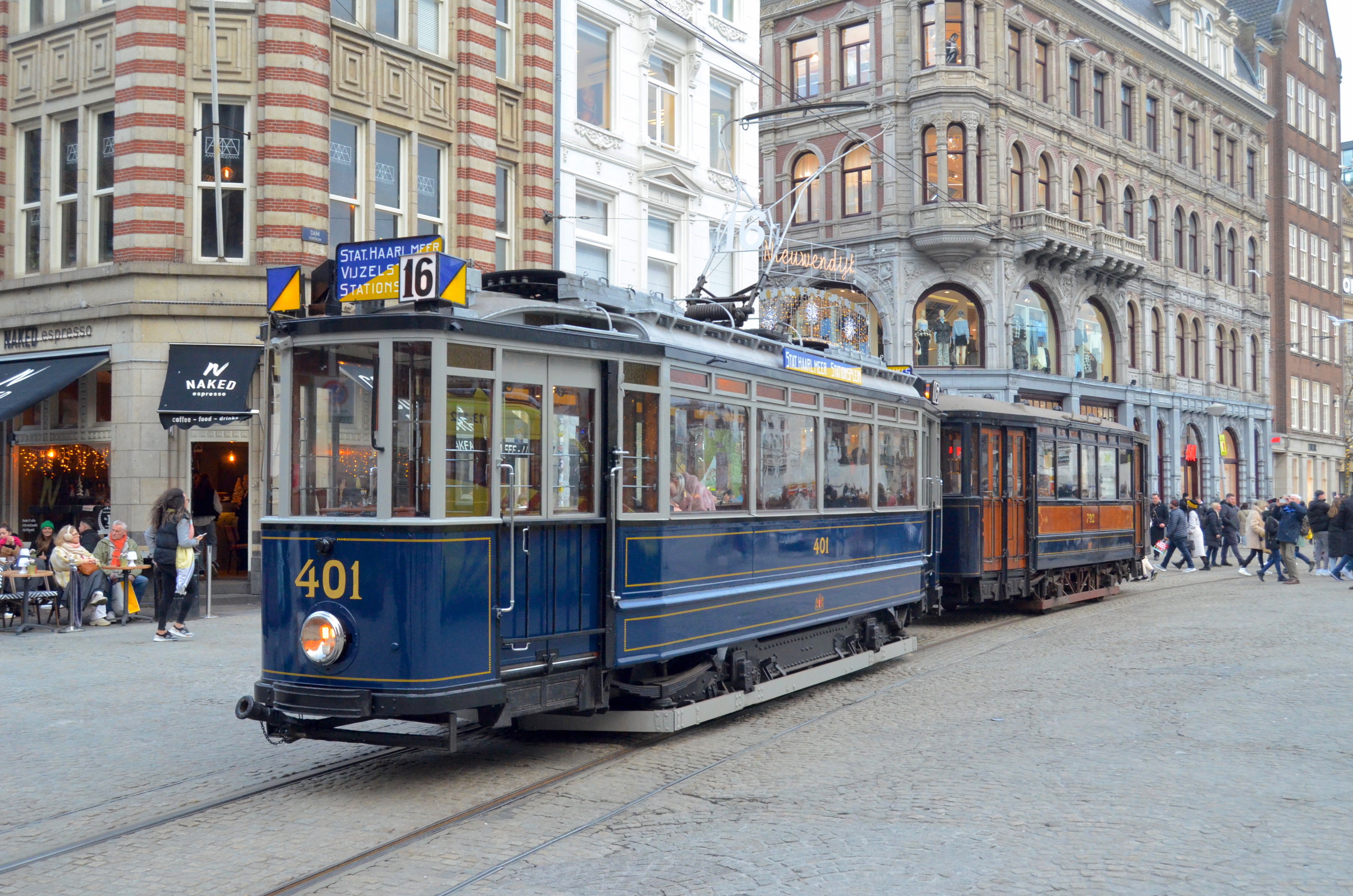
Motorwagen GVB 401 terugverbouwd in de afleveringstoestand van 1929, als museumtram in 2022.

Vanaf 1929 kwam een geheel nieuw tramtype in dienst dat was doortontwikkeld uit eerdere tramtypen. Deze motorwagens waren langer dan hun voorgangers en hadden vier zijruiten. De balkons waren daarentegen weer korter dan die van de Grootbordessers. De vijftig door Werkspoor in 1929-1930 gebouwde motorwagens hadden een elektrische installatie van AEG of Siemens en kregen de nummers 396-445. Zij kregen als eerste trams een lichtere blauwe kleur met een grijze raampartij, in plaats van het donkerblauw met gelakte zijpanelen en deuren dat tot dan toe gebruikelijk was. Daarom werden de nieuwe trams blauwe wagens genoemd.
Tegelijkertijd werd een serie van 30 bijpassende bijwagens 901-930 gebouwd door Beijnes te Haarlem. Deze trams hebben bijna vier decennia dienstgedaan en reden aanvankelijk alleen op de drukkere lijnen, later ook op andere lijnen.
Op het chassis van motorwagen 443 werd in de oorlogsjaren een proefmodel van hout en karton op ware grootte gebouwd speciaal voor inzet in de Leidsestraat. Het was een éénrichtingwagen met zittende conducteur en electrische deuren. Er werd in 1945 een proefrit mee gehouden maar daar bleef het bij.
In de jaren vijftig werden de 406, 418, 421 en 457 en de bijwagens 724, 737, 758 en 760 verbouwd analoog de drieassers dus met een zittende bestuurder in een eigen cabine, elektrische vouwdeuren en een zittende conducteur met passagierscirculatie. Het lag in de bedoeling om alle 80 blauwe wagens met bijbehorende bijwagens zo te verbouwen. Na de komst van een nieuwe directeur werd dit project echter gestaakt daar hij investeringen in meer dan 30 jaar oude motorwagens en meer dan 40 jaar oude bijwagens niet meer verantwoord vond.
Bij de raadsdebatten in maart 1959 werd door het raadslid Elkerbout de vraag gesteld of het mogelijk was om alle 80 blauwe motorwagens om te bouwen tot gelede wagens van het type twee kamers met bad dat in Duitsland bij een aantal bedrijven al was gebeurd. De kleine middenbak zou dan uitsluitend deuren bevatten. Net als de tweelingstellen zouden de wagens dan dubbele nummers krijgen. Van de combinatie 471-472 bestaat een tekening. Om dezelfde reden als de vorige ombouwplannen ging ook dit plan niet door en werden er nieuwe dubbelgelede wagens aangeschaft.
De 411 en 440 waren half verbouwd met alleen een zittende bestuurder in een afgesloten cabine met een schuine voorruit. In 1960 werden de verbouwde tramstellen buiten dienst gesteld na een ongeval op lijn 4 waarbij bleek dat de bestuurder in zijn krappe cabine erg kwetsbaar was. In verband met materieelgebrek kwamen de half verbouwde motorwagens 411 en 440 in 1964 weer in dienst als losse motorwagen op lijn 1 of 2.
Op de valreep werden in 1967 de nog aanwezige motorwagens 396-460 vernummerd in 1396-1460 in verband met doublures met nieuwe bussen. De overige wagens werden afgevoerd tussen 1962 en 1968.

#### Ex-bijwagens

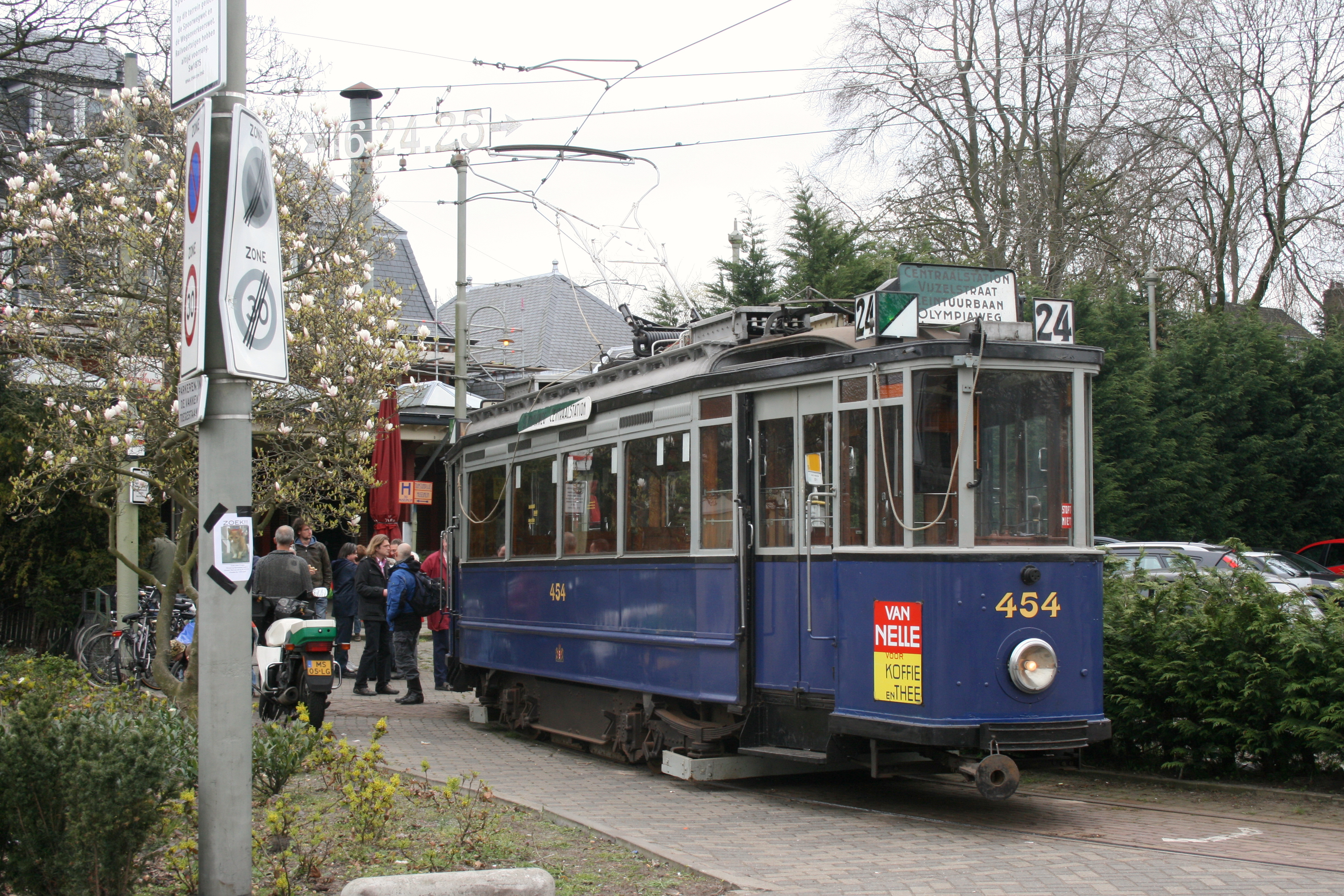
Motorwagen GVB 454 in 1937 verbouwd uit bijwagen 917, als museumtram in 2012.

Omdat in de jaren dertig het gebruik van bijwagens verminderde werd een deel hiervan verbouwd tot motorwagens. De laatst geleverde bijwagens, de Blauwe wagens 901-930, werden in 1936-38 verbouwd tot de motorwagens 446-475. Zij kregen een elektrische installatie van AEG, Siemens of Kiepe. Zij hadden ogenschijnlijk ook de eigenschap sneller te kunnen rijden dan de overige (lage)blauwen.
Op 10 motorwagens na werden ze buiten dienst gesteld tussen 1962 en 1968. De laatste 10 nog aanwezige motorwagens 463-465, 467-470 en 472-475 werden in 1968 vernummerd in 863-865, 867-870 en 872-875 eveneens in verband met doublures met nieuwe bussen. Enkele motorwagens werden bestemd tot werkwagens, andere werden museumtrams. Deze motorwagens werden (en worden in tramkringen nog!) ook wel Hoge blauwen genoemd.

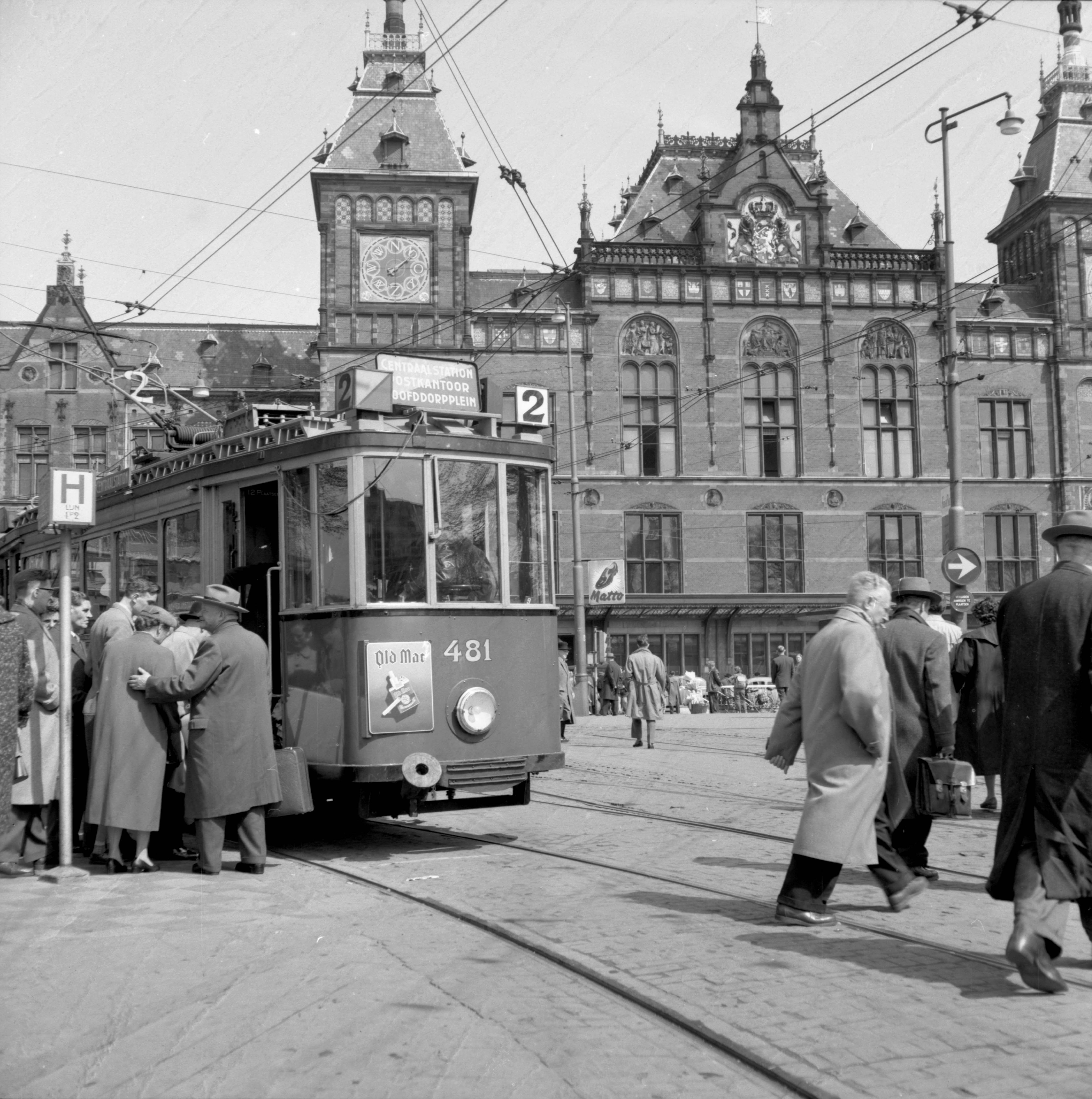
Omgebouwde bijwagen 481 in 1957

Na de succesvolle verbouwing van de 446-475 werden in 1938 nog vijftien bijwagens tot motorwagen verbouwd, nu van de oudere serie Grootbordessers. De uit 1913 daterende 701-707 en 709-716 werden de motorwagens 476-490. Bijwagen 708 werd in verband met afwijkende balkondeuren niet verbouwd en vernummerd in de 716. Zij deden dienst tot 1957 en werden vervolgens afgevoerd. Hun pas 19 jaar oude motoren werden geplaatst in de ex Utrechtenaren 301-312.

#### Utrechtenaren

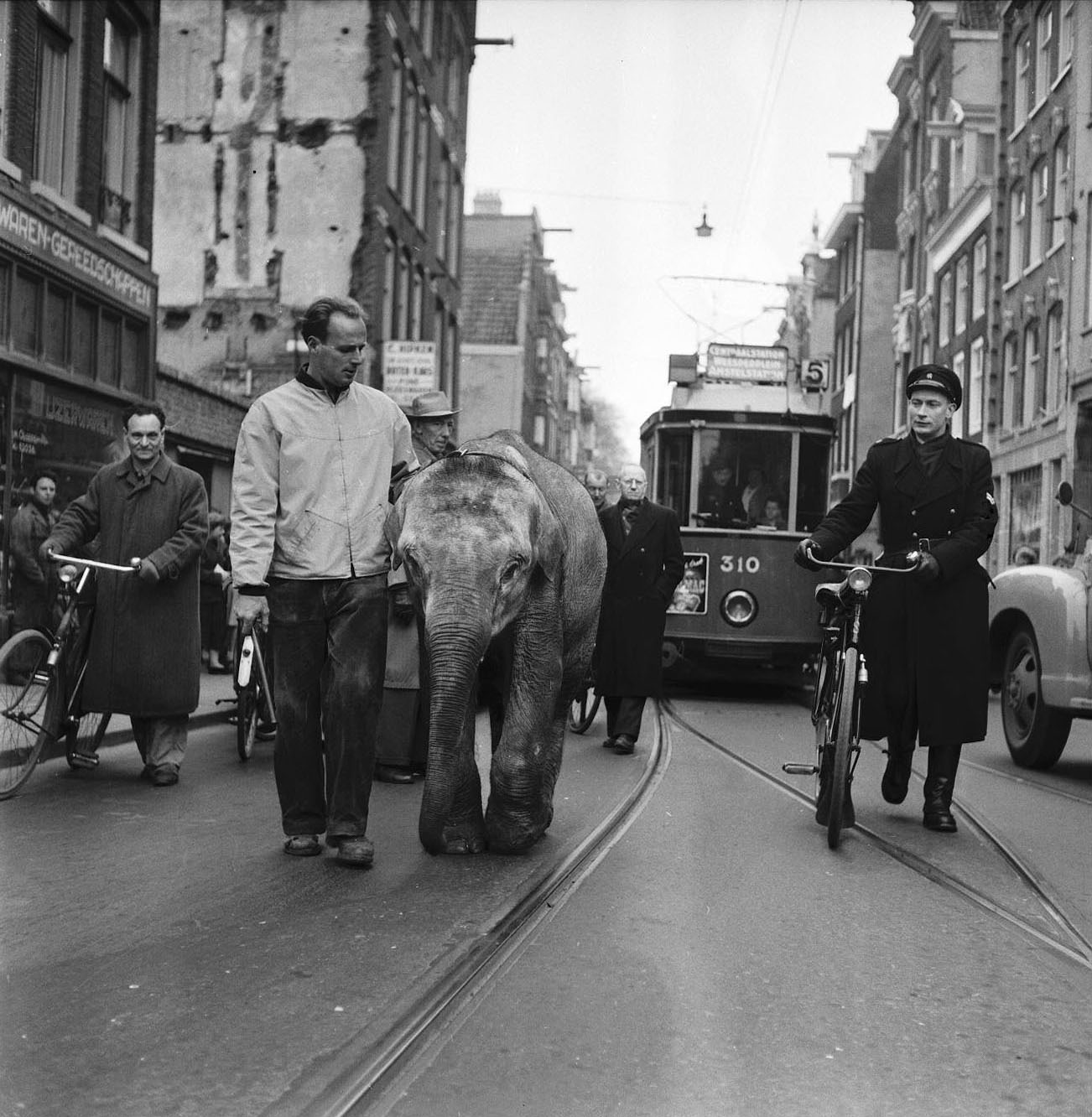
ex Utrechtse wagen 310 in 1955

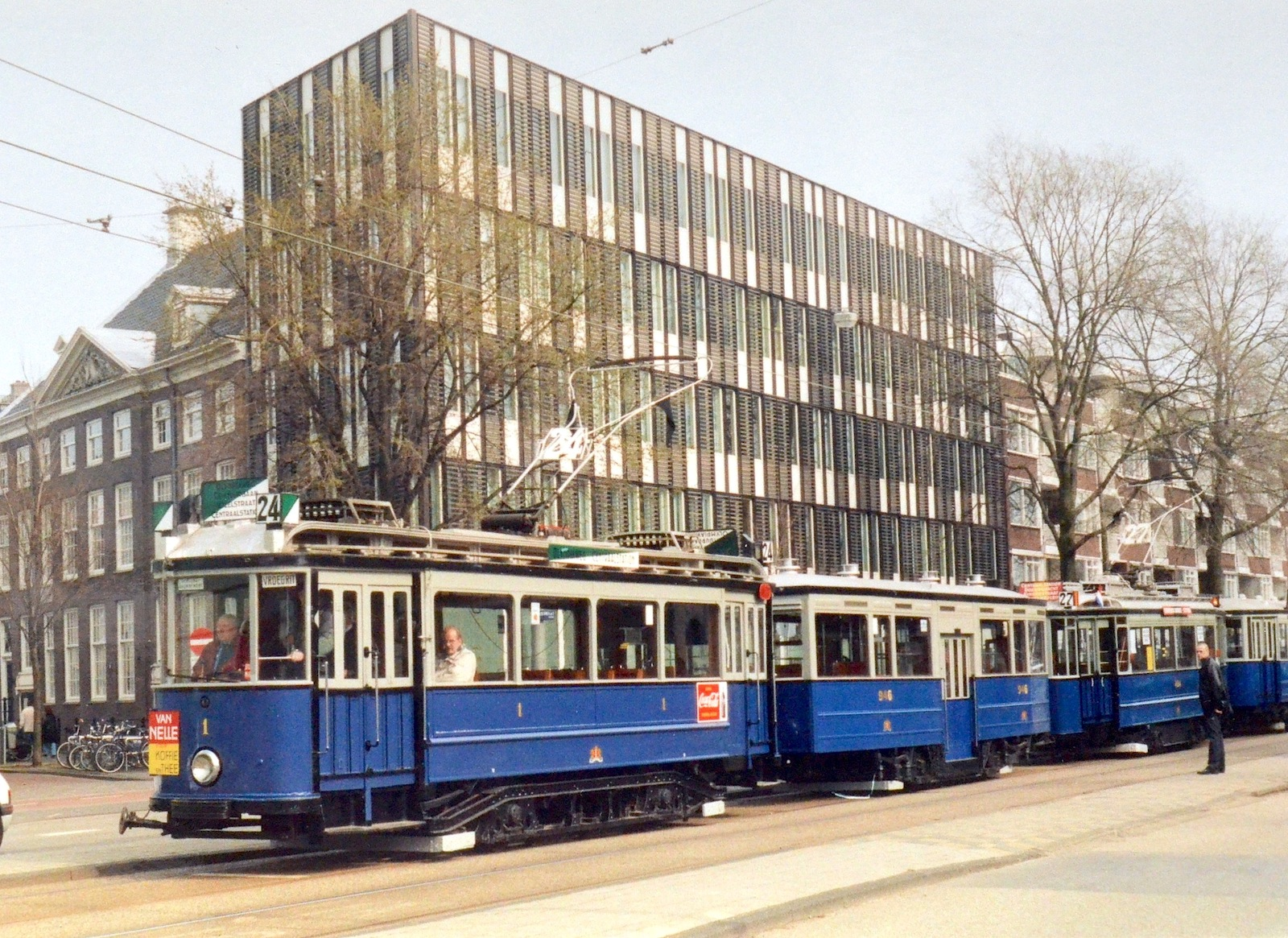
Motorwagen GVB 1 (ex-301) gerestaureerd in de uitvoering van de jaren veertig; 2005.

In 1939 zag de Gemeentetram Amsterdam kans om van de in dat jaar opgeheven Gemeentetram Utrecht (GEBRU) de twaalf jongste motorwagens, gebouwd in 1927 door Werkspoor te Zuilen, over te nemen. De kosten waren 1000 gulden per wagen, wat ook voor die tijd uitzonderlijk gering was. Zij kwamen in bouw overeen met de motorwagens 290-299 die dezelfde fabriek een jaar eerder geleverd had aan de Haagse tram, maar waren iets langer. Deze motorwagens 67-78 werden aangepast aan de eisen van het Amsterdamse trambedrijf (met als stroomafnemer een sleepbeugel in plaats van een trolleystang) en kwamen in 1939-40 in de Amsterdamse blauwe kleur in dienst met de nummers 1-12. Zij kregen in Amsterdam de bijnaam Utrechtenaren.
De 12 werd in 1950 ingrijpend gemoderniseerd. Deze verbouwing was weinig succesvol, zodat de rest van de serie, afgezien van de verbouwing tot eenrichtingwagen, niet werd gewijzigd. In 1954 werden zij vanwege de komst van autobussen met dezelfde wagennummers vernummerd in 301-312 (de oorspronkelijke trams met deze nummers waren inmiddels afgevoerd). Hun relatief zwakke AEG-motoren werden in 1957 vervangen door iets krachtiger en elf jaar jongere exemplaren, afkomstig van de afgevoerde omgebouwde bijwagens 476-490. Behalve de 312, waarvoor na de omzetting van lijn 17 in 1956 in een buslijn geen emplooi meer voor was, deed de serie dienst tot 1960-61 waarna de motoren wederom werden overgezet, nu in een aantal lage blauwe motorwagens.

## Bijwagens

### Ex-paardentrams

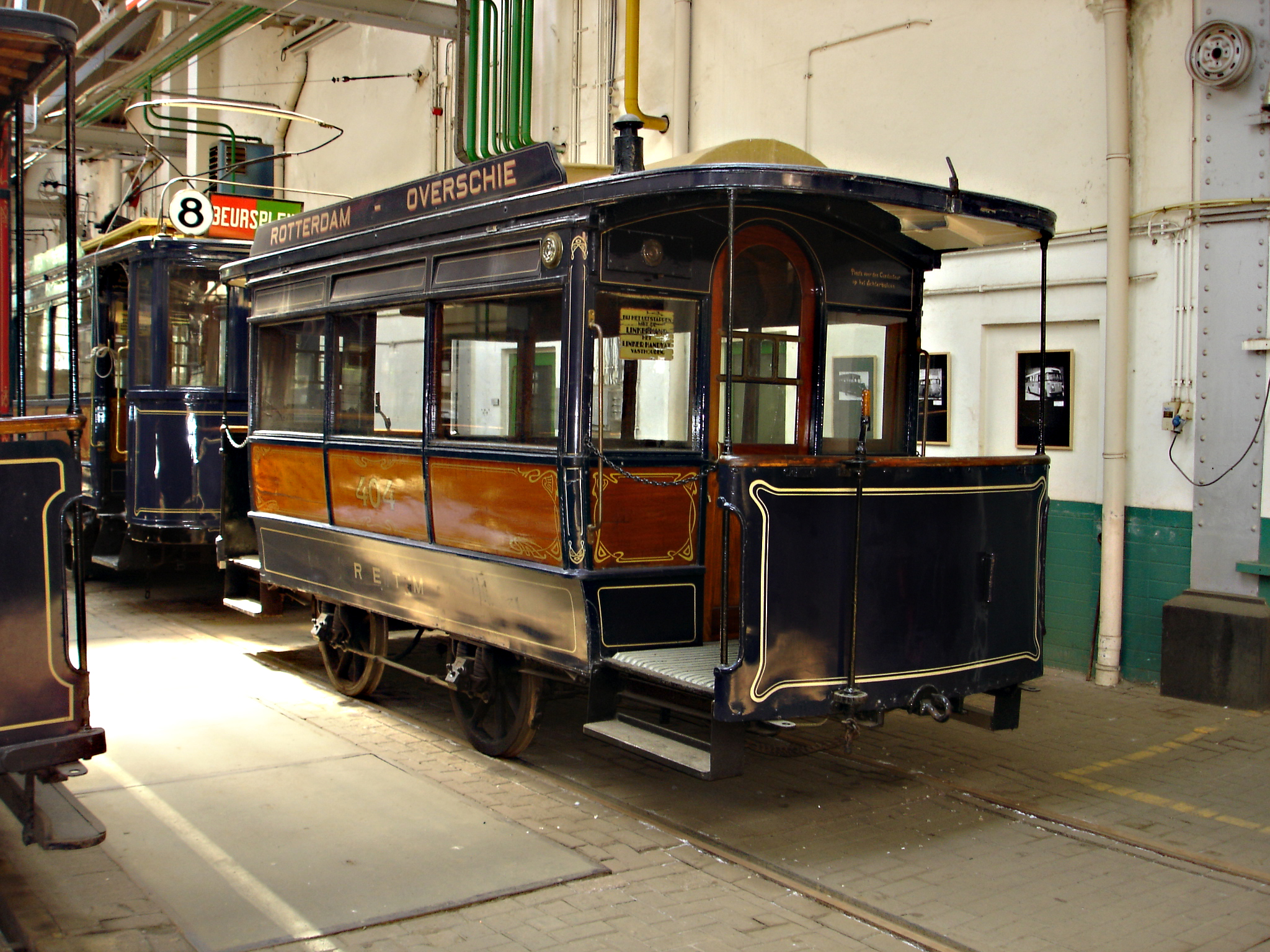
Bijwagen RETM 404 in het Rotterdams Openbaar Vervoer Museum, oorspronkelijk de Amsterdamse paardentram AOM 64; 2011.

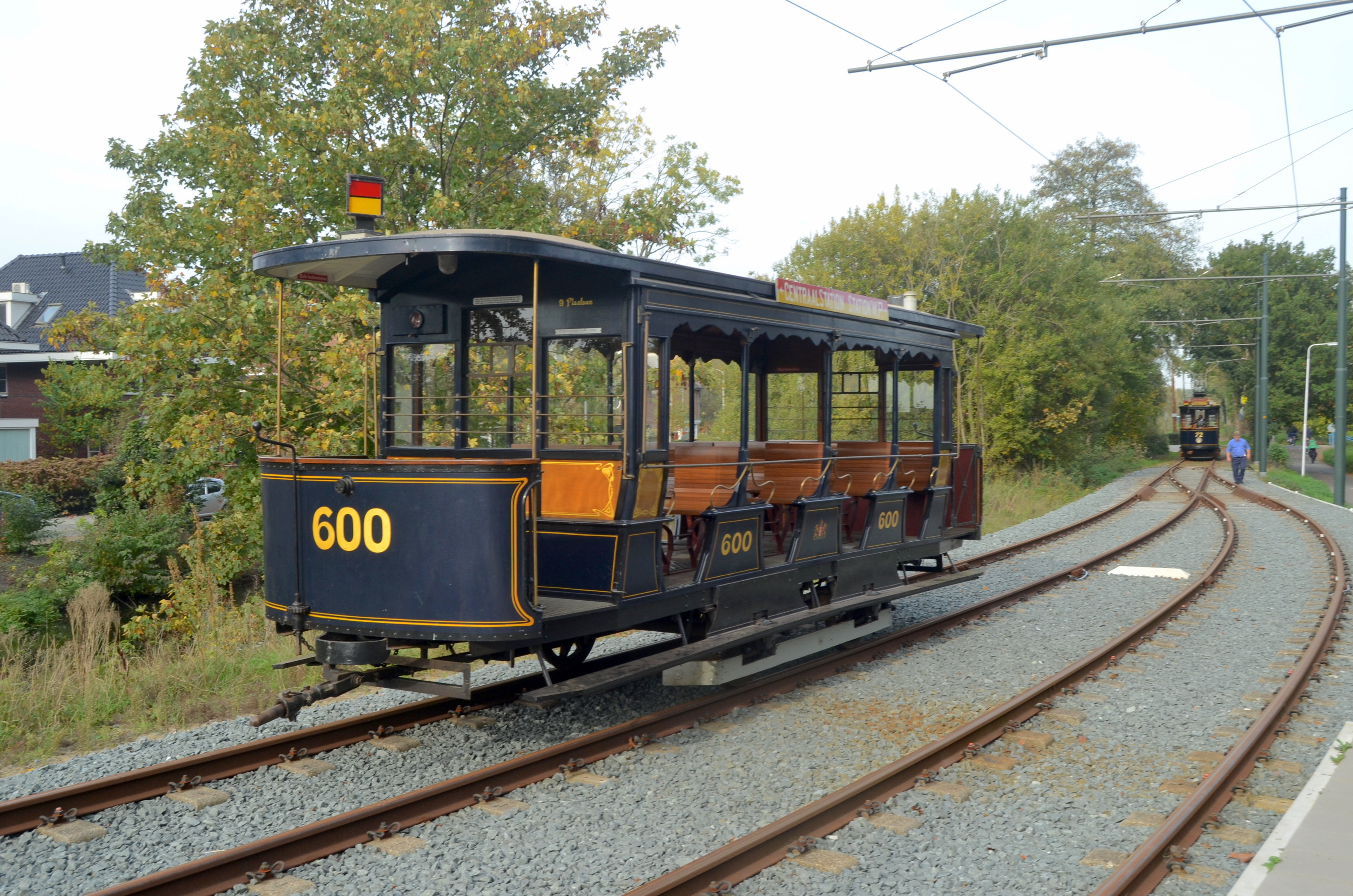
Open bijwagen GTA 600, gebouwd als replica in 1990 naar een voorbeeld uit 1890 als museumtram in 2022.

Met de vervanging van de paardentrams door elektrische trams werden de paardentramwagens overbodig. Maar zij konden nog goed gebruikt worden als bijwagens achter de nieuwe elektrische motorwagens. Tussen 1900 en 1906 werden zij aangepast voor de elektrische dienst (elektrische remmen, verlichting). Zij behielden aanvankelijk hun oorspronkelijke nummers, 1-269. In 1916 werden de ex-paardentrams vernummerd in 501-562 (gesloten bijwagens) en 566-600 (open bijwagens). De gesloten bijwagens werden buiten dienst gesteld tot in de jaren twintig, een deel werd nog bij andere trambedrijven verder gebruikt.
De open bijwagens 566-588 deden nog dienst tot 1937, waarna zij werden afgevoerd. De 589-600 deden 's zomers nog dienst tot 1943, zij werden afgevoerd in 1947.

### Eerste generatie

#### Stoeltjeswagens
Met de uitbreiding van het elektrische tramnet en de toename van het vervoer waren de ex-paardentrams na enige jaren al niet meer voldoende. Vanaf 1910 werden de eerste speciaal voor de elektrische tram nieuwgebouwde bijwagens geleverd. Dit betrof een serie van twintig door Werkspoor te Amsterdam gebouwde bijwagens met de nummers 401-420. Omdat zij nogal zwaar waren uitgevoerd waren zij eigenlijk niet geschikt als bijwagens. Daarom werden zij in 1914 verbouwd tot de motorwagens 301-320.

#### Honderd bijwagens

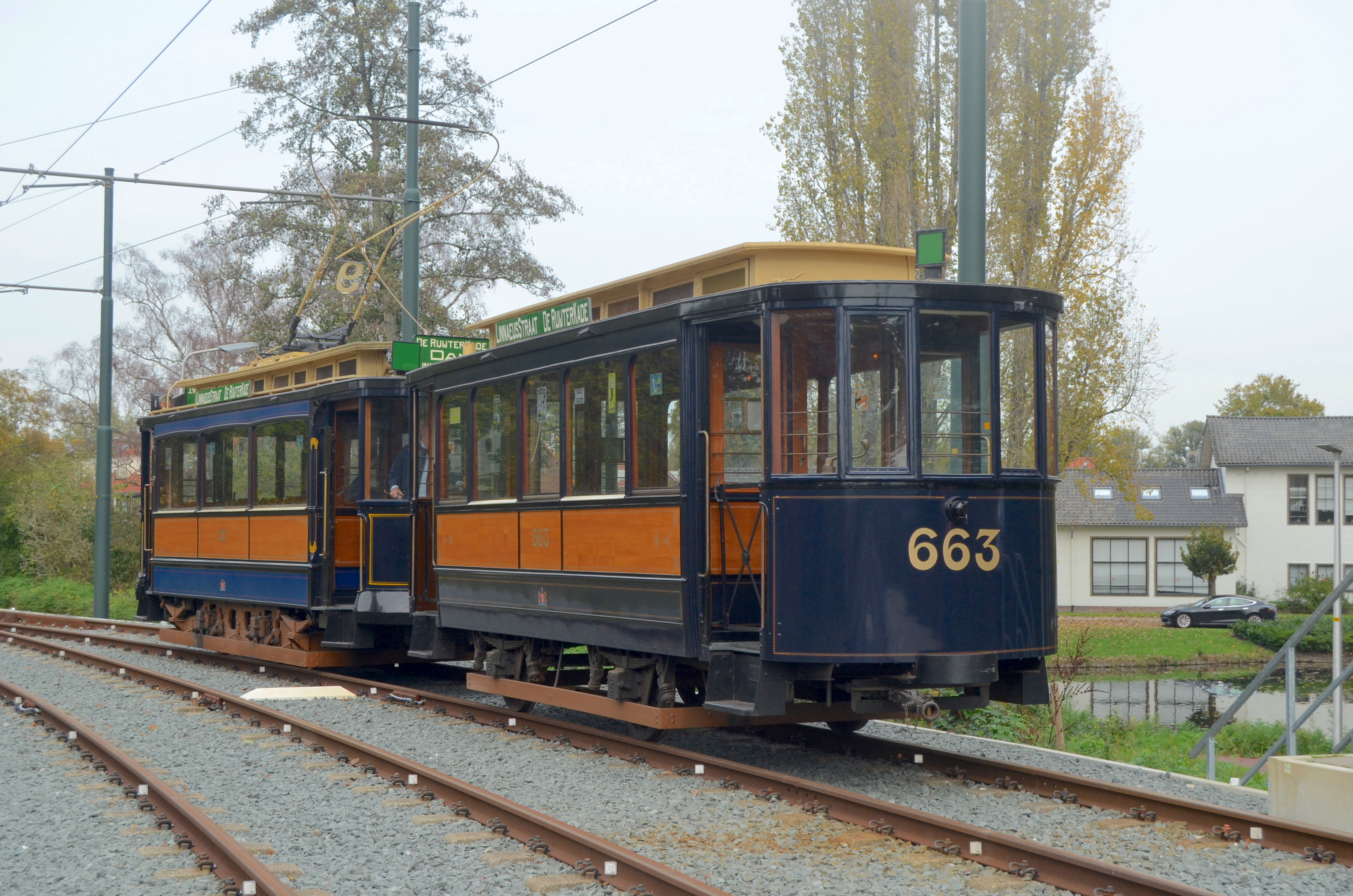
Bijwagen GTA 663 gerestaureerd in de uitvoering van omstreeks 1920 als museumtram in 2022.

Vervolgens werden in 1912-13 nog 100 bijwagens afgeleverd. Hiervan waren er 18 open bijwagens, gebouwd door Allan te Rotterdam in 1912, die de nummers 453-470 kregen. Voorts kwamen er nog 82 gesloten bijwagens, waarvan er 32 gebouwd werden door Werkspoor in 1912, die de nummers 421-452 kregen en 50 werden er gebouwd door Uerdingen in 1913, zij kregen de nummers 401-420 en 471-500. De 421-430 hadden vier zijruiten, de overige hadden vijf zijruiten. In 1917 werden alle honderd bijwagens vernummerd: de open bijwagens 453-470 werden 601-618, de gesloten bijwagens 401-420 werden 619-638, de 421-452 werden 639-670 en de 471-500 werden 671-700.
De open bijwagens werden in 1943 buiten dienst gesteld en in 1947 afgevoerd. De gesloten bijwagens werden tussen 1940 en 1957 buiten dienst gesteld en afgevoerd. Negen bijwagens gingen er in 1941-1943 naar de Arnhemse tram en zes bijwagens gingen er in 1940 naar de Haarlemse tram.

### Tweede generatie

#### Grootbordessers

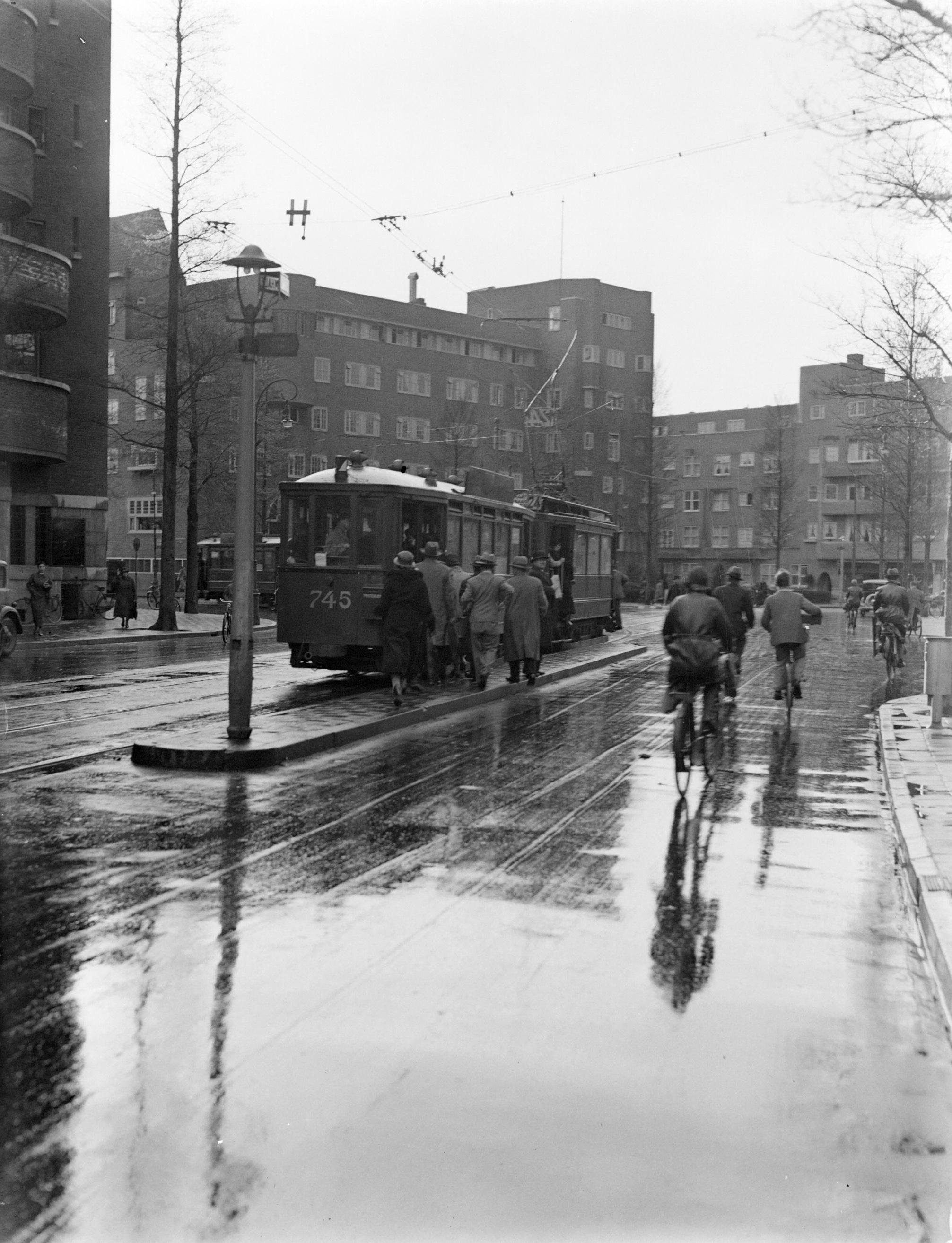
Grootbordesbijwagen 745 op lijn 24 op Roelof Hartplein

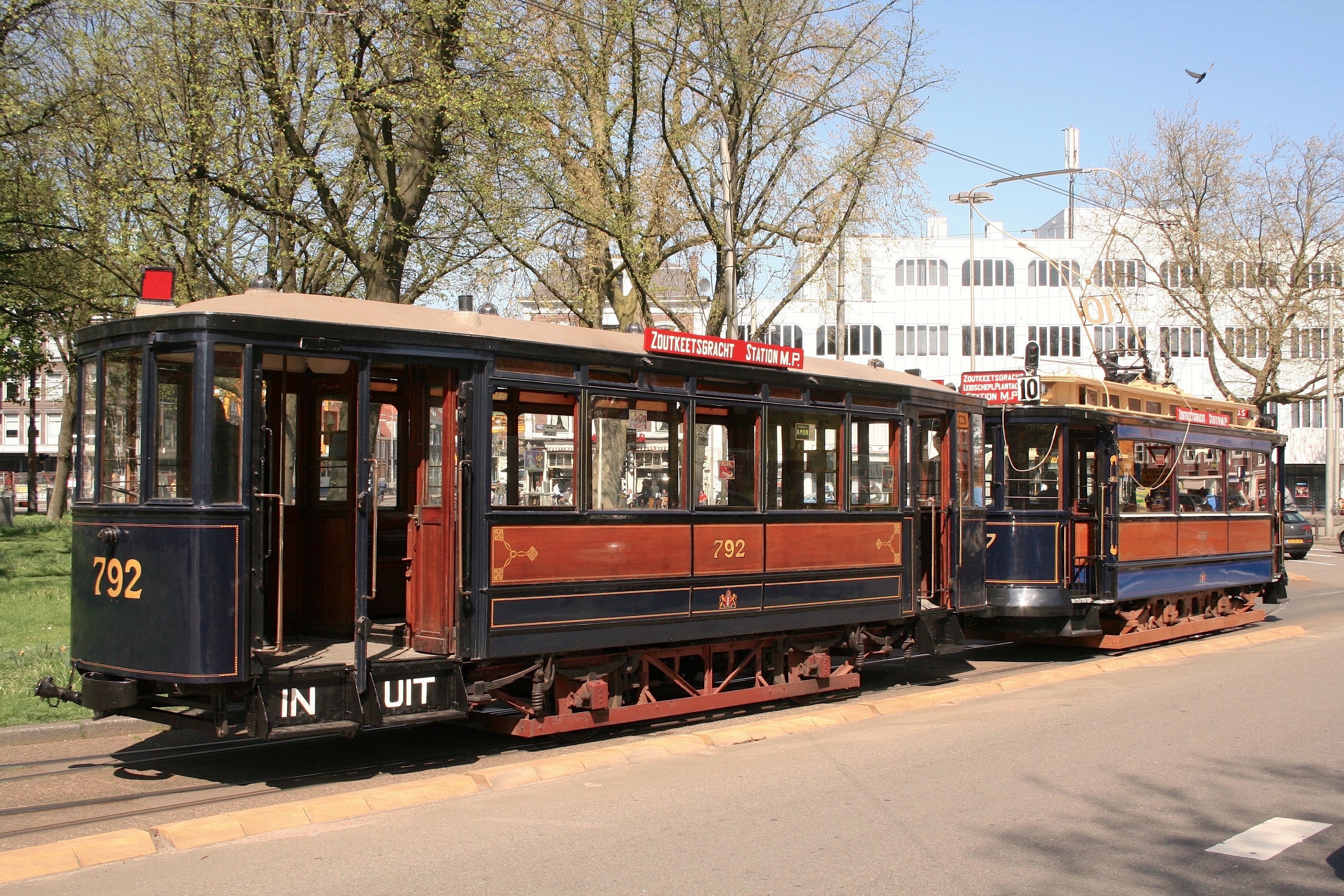
Bijwagen GTA 792 terugverbouwd in de afleveringstoestand van 1917 als museumtram in 2009.

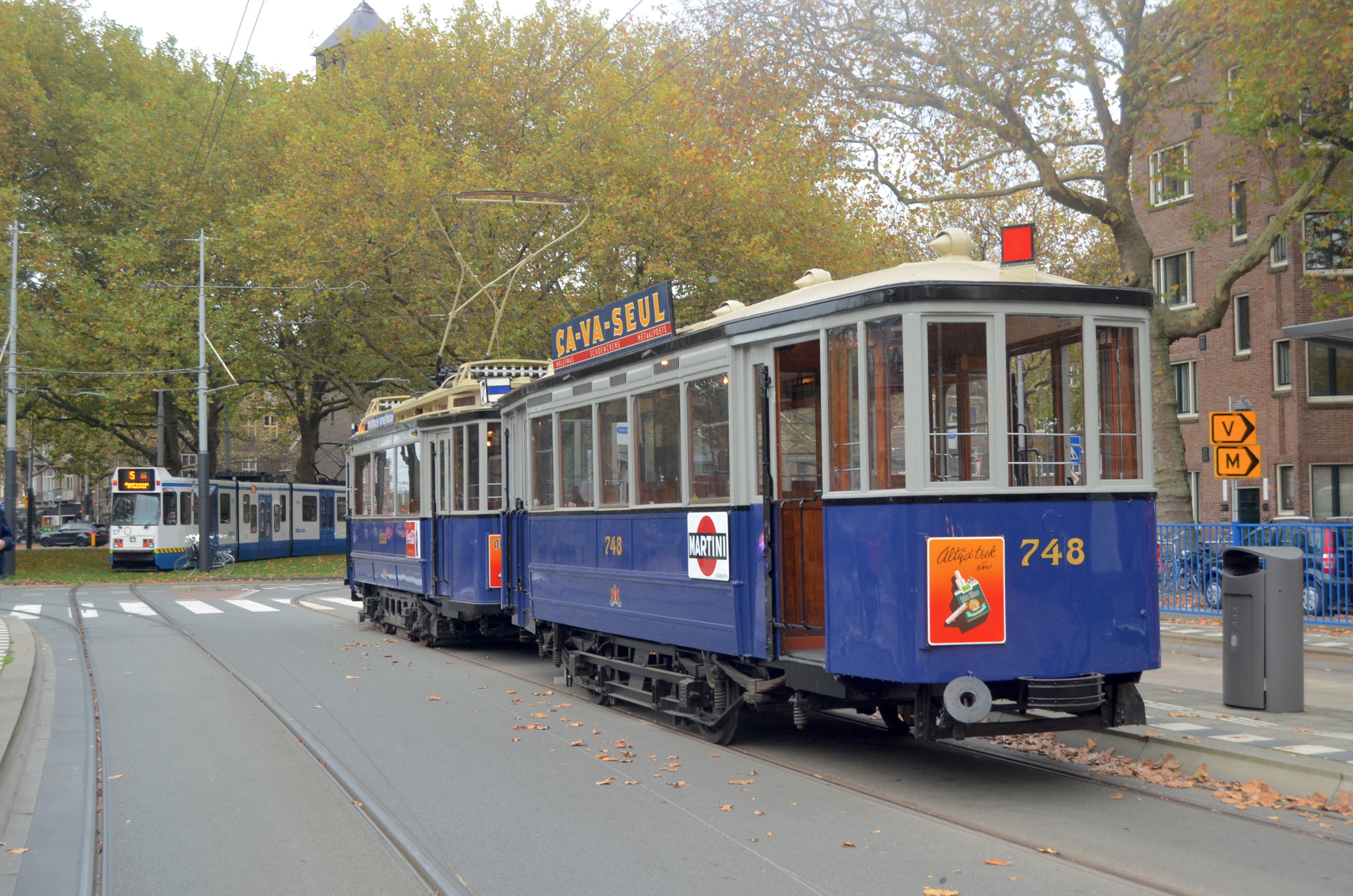
Bijwagen GVB 748 in de uitvoering zoals deze reed tot 1968 als museumtram in 2022.

Samen met de aflevering van de 135 nieuwe motorwagens 236-300 en 321-390 kwamen er 140 bijpassende bijwagens, met de nummers 701-840, die tussen 1914 en 1918 bij Werkspoor werden gebouwd. Zij hadden dezelfde afmetingen als de motorwagens, maar vijf zijramen (drie kleine en twee grotere). In 1921 kwamen er nog veertig bijwagens met de nummers 841-880, die door HAWA in Hannover werden gebouwd. Deze 180 bijwagens vormden de grootste serie Amsterdamse bijwagens die hebben dienstgedaan achter (bijna) alle typen tweeassige motorwagens die in Amsterdam hebben gereden. Ruim een halve eeuw waren zij beeldbepalende bijwagens van de Amsterdamse tram.
In 1938 werden vijftien bijwagens (701-707 en 709-716) verbouwd tot de motorwagens 476-490. In 1947 werden de eerste bijwagens van deze serie afgevoerd. De helft van de serie reed langer dan vijftig jaar, en de laatste gingen buiten dienst in 1968.

#### Middeninstapwagens
In 1921 werd door Linke Hoffman een serie geheel afwijkende bijwagens geleverd. Deze bijwagens met de nummer 881-900 hadden een verlaagd middenbalkon, waardoor in- en uitstappen gemakkelijker was. Voorts waren dit de enige bijwagens waar roken in een der compartimenten was toegestaan, waardoor zij bij de reizigers zeer geliefd waren. Zij waren speciaal bestemd voor lijn 2 die naar de rijke buurten in Amsterdam-Zuid liep en een kritisch publiek had. Tot de buitendienststelling in 1957 bleven zij lijn 2 trouw, ook al reden zij ook wel op andere lijnen. In 1957 werden zij alle gesloopt.

### Derde generatie

#### Blauwe wagens

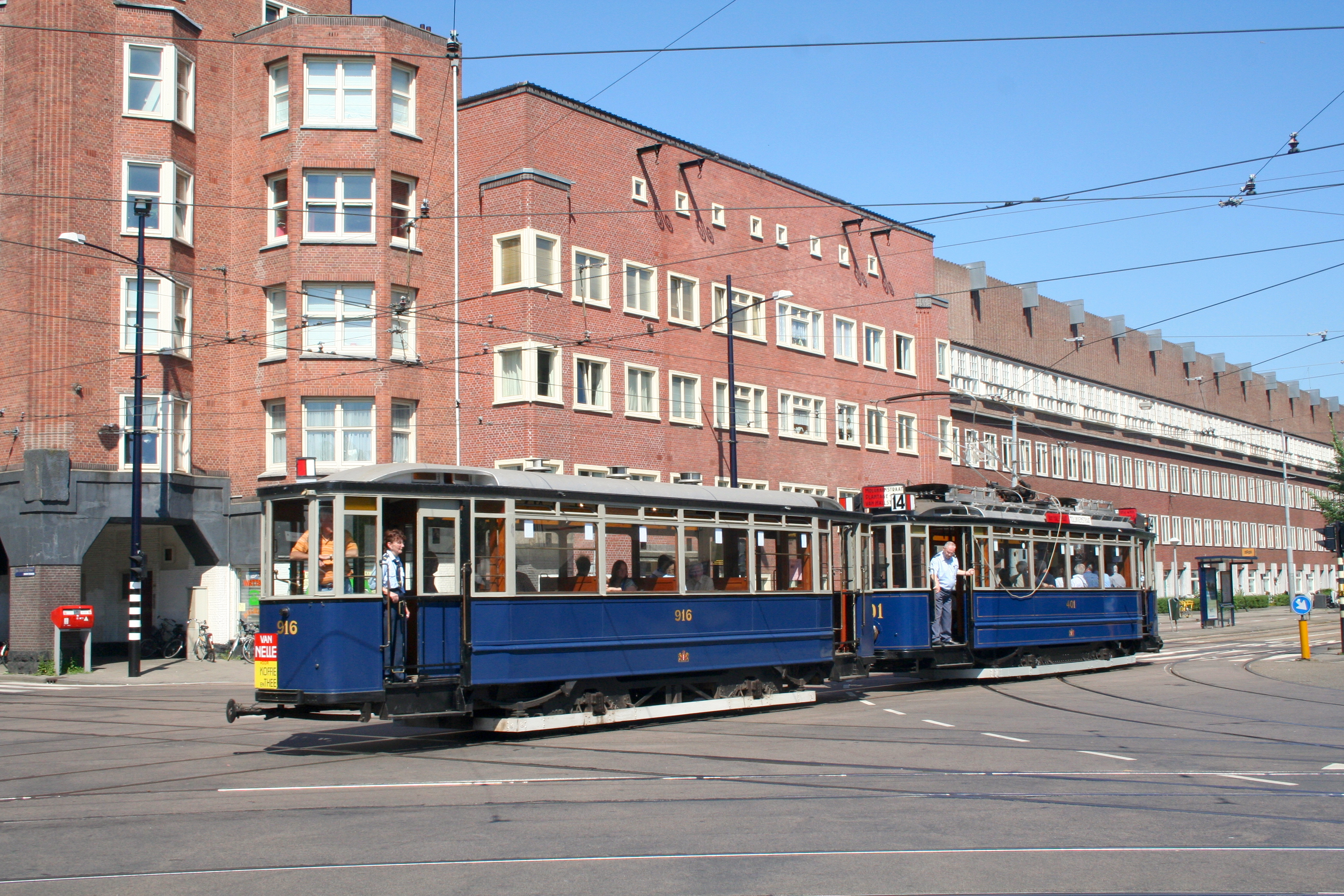
Bijwagen GVB 916 terugverbouwd uit motorwagen 470 in de uitvoering van de jaren dertig; 2006.

Tegelijk met de levering van de motorwagens 396-445 werden in 1929-1930 dertig bijpassende bijwagens geleverd door Beijnes te Haarlem. Zij kregen de nummers 901-930. Zij deden (bijna) uitsluitend dienst achter de bovengenoemde motorwagens. Omdat in de jaren dertig het gebruik van bijwagens verminderde werd een deel hiervan verbouwd tot motorwagens. De bijwagens 901-930, werden in 1936-38 verbouwd tot de motorwagens 446-475.

#### Middeninstapwagens

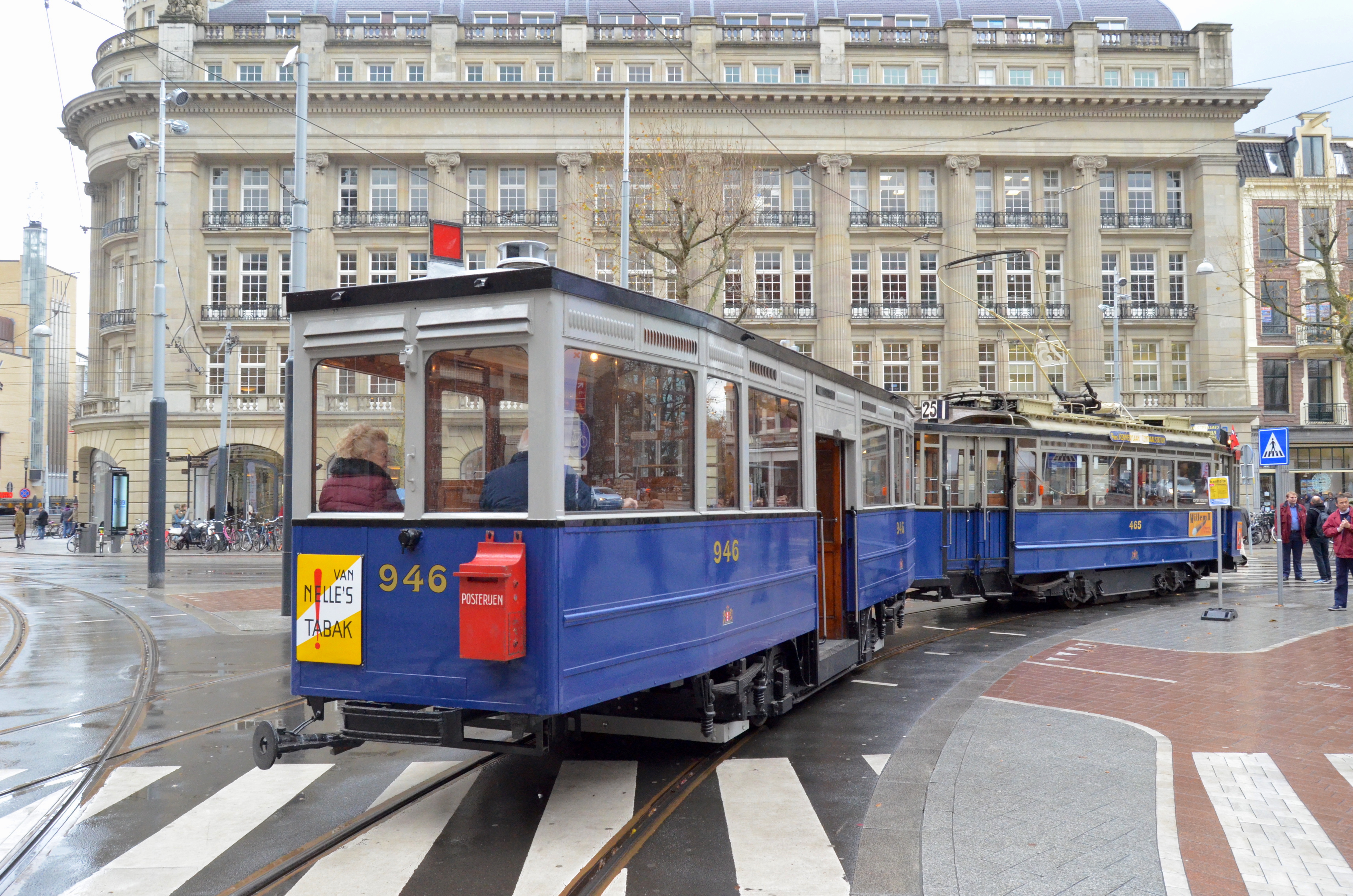
Bijwagen GVB 946 na restauratie als museumtram in 2017.

In 1930 werden er nog twintig nieuwe bijwagens in de nieuwe blauwe kleur geleverd. Dit betrof de middeninstapbijwagens 931-950, gebouwd door Allan te Rotterdam. Zij waren een iets grotere uitvoering van de negen jaar eerder gebouwde 881-900. Zij hadden aan iedere kant één klein zijraam meer. Deze bijwagens reden tot 1949 vrijwel uitsluitend op de nieuwste tramlijn, lijn 25 naar de nieuwbouwbuurten in Amsterdam-Zuid. Na de komst van de drieassers verhuisden zij naar lijn 5 waar zij dienstdeden achter de ex Utrechtse wagens tot 15 april 1957.
Door hun bouw met verlaagd middenstuk - waardoor de conducteur als het ware moest hippen tussen beide compartimenten - stonden deze bijwagens in beide versies bij het personeel bekend als "vogelkooitjes".